# Municipio de New Avon
El municipio de New Avon (en inglés: New Avon Township) es un municipio ubicado en el condado de Redwood en el estado estadounidense de Minnesota. En el año 2010 tenía una población de 191 habitantes y una densidad poblacional de 2,05 personas por km².

## Geografía
El municipio de New Avon se encuentra ubicado en las coordenadas 44°25′0″N 95°9′29″O / 44.41667, -95.15806. Según la Oficina del Censo de los Estados Unidos, el municipio tiene una superficie total de 93.27 km², de la cual 93,24 km² corresponden a tierra firme y (0,03 %) 0,03 km² es agua.

## Demografía
Según el censo de 2010, había 191 personas residiendo en el municipio de New Avon. La densidad de población era de 2,05 hab./km². De los 191 habitantes, el municipio de New Avon estaba compuesto por el 93,72 % blancos, el 1,57 % eran afroamericanos, el 4,19 % eran asiáticos, el 0,52 % eran de otras razas. Del total de la población el 0 % eran hispanos o latinos de cualquier raza.